# Uroš Fürst
Uroš Fürst, slovenski gledališki in filmski igralec, 19. junij 1974, Ljubljana.
Po končani srednji šoli je študiral dramsko igro in umetniško besedo na AGRFT v Ljubljani, kjer je diplomiral leta 2001. Dodatno se je izpopolnjeval na gledališkem inštitutu Leeja Strasberga in v studiu Herberta Bergoffa v New Yorku. Od leta 1999 je član ansambla SNG Drama Ljubljana, sodeluje pa tudi z drugimi gledališči in je umetniški vodja po drugih gledališčih in umetniško vodi SiTi Teatra BTC. Med drugim igra v monokomediji Jamski človek, ki je bila premierno uprizorjena leta 2002 in velja za največkrat odigrano predstavo za odrasle v Sloveniji.
V seriji Mamin dan (2014) je igral Miho, v nanizanki Mame (2018) je igral Mirjaninega moža Janeza, trenutno pa v seriji V imenu ljudstva 3 (2023) igra urednika časopisa, Mareta Pretnarja.

## Zasebno življenje
Ima sina Vala (*1998) in hčer Milo. Oba sta že nastopala v slovenskih filmih.

## Nagrade
- 2012 – vesna za najboljšo glavno moško (Vaje v objemu)
- 2010 – Borštnikova nagrada za igro za vlogo Lutza (Zasebno življenje, SNG Drama Ljubljana)
- 2008 – Severjeva nagrada za vlogo Dr. Mlakarja (I. Cankar: Romantične duše), za vlogo Vala Xavierja (T. Williams: Orfej se spušča), za vlogo Teddija (H. Pinter: Vrnitev domov) in za vlogo Pandolfa (D. Jovanović: Življenje podeželskih plejbojev po drugi svetovni vojni ali tuje hočemo - svojega ne damo, vse SNG Drama Ljubljana)
- 2008 – priznanje Združenja dramskih umetnikov Slovenije za igralske dosežke v letu 2007, za vlogo za Mlakarja (I. Cankar: Romantične duše) in za vlogo Vala Xavierja (T. Williams: Orfej se spušča, obe v izvedbi SNG Drama Ljubljana)
- 1999 – Borštnikova nagrada za mladega igralca, za vlogo Ekarta (Brecht Baal, SNG Drama Ljubljana)